# Cycas panzhihuaensis
Cycas panzhihuaensis (chinesisch 攀枝花苏铁, Pinyin Pānzhīhuā sūtiě; deutsch Panzhihua-Sagopalmfarn) ist eine Pflanzenart in der Gattung der Sagopalmfarne (Cycas), der einzigen Gattung in der Familie der Cycadaceae. Sie ist nach der Stadt Panzhihua benannt. 

## Beschreibung
Cycas panzhihuaensis ist eine verholzende Pflanze, die Wuchshöhen von meist 1 bis 2, selten bis 3 Meter und Stammdurchmesser von 15 bis 20 Zentimetern erreicht. 
Die Krone besteht aus 30 bis 80 Blattwedeln. Die gefiederten Laubblätter sind grau-grün, 70 bis 150 Zentimeter lang und flach mit 140 bis 250 gegenständigen Fiedern. Der Blattstiel besitzt mit 7 bis 25 Zentimeter Länge 15 bis 25 % der Gesamtlänge des Blattes; es ist bedornt auf 50 bis 70 % seiner Länge. Die basalen Fiedern sind 5 bis 7 Zentimeter lang. Im mittleren Bereich des Blattes sind die Fiedern 12 bis 23 Zentimeter lang und 5 bis 7 Millimeter breit mit einem Winkel von 50 bis 60° zur Rhachis. Die schmal dreieckigen, weichen und wollig behaarten Niederblätter (Cataphylle) sind 6 bis 9 Zentimeter lang und persistent. 
Cycas panzhihuaensis ist zweihäusig getrenntgeschlechtig (diözisch). 
Die männlichen Pflanzen bilden Zapfen; sie sind spindelförmig oder eiförmig-zylindrisch, gelb, besitzen eine Länge von 25 bis 50 Zentimeter und einen Durchmesser von 8 bis 14 Zentimeter. Die Mikrosporophylle sind 40 bis 60 Millimeter lang und 18 bis 32 Millimeter breit; ihre fertile Zone ist 30 bis 40 Millimeter lang und der sterile Bereich ist 8 bis 11 Millimeter lang. Der Pollenflug findet im April bis Mai statt.
Die weiblichen Pflanzen bilden mehr als 30 Megasporophylle; sie sind 11 bis 21 Zentimeter lang und gelblich bis bräunlich wollig behaart mit ein bis fünf Samenanlagen. 
Die fast kugeligen Samen sind 25 bis 35 Millimeter lang und 22 bis 30 Millimeter breit. Die Sarcotesta ist rot bis orange und 1,5 Millimeter dick. Die Samen reifen zwischen September und Oktober.

## Vorkommen
Cycas panzhihuaensis wächst in den Bergregionen der chinesischen Provinzen Sichuan und Yunnan zwischen 1100 und 2000 m. Sie ist in Sichuan in Dukou 渡口, Ningnan 宁南, Dechang 德昌, Yanyuan 盐源 verbreitet, in Yunnan in Yuanmou 元谋.
In dem zu Panzhihua gehörenden Stadtbezirk Renhe an der Grenze der Provinz Sichuan zu Yunnan wurde ein staatliches Naturschutzgebiet für Cycas panzhihuaensis eingerichtet (Panzhihua Sutie Guojiaji Ziran Baohuqu 攀枝花苏铁国家级自然保护 Panzhihua Dukou Cycad National Nature Reserve).
Cycas panzhihuaensis gedeiht an grasbestandenen Orten und im Dickicht auf Kalk und Sandstein im ariden Jangtse-Tal in Höhenlagen zwischen 1100 und 2000 Metern nur im südwestlichen Sichuan und nördlichen Yunnan.

## Systematik
Basierend auf Belegexemplaren, die von Si-Yuan Yang und Bin Wu 1979 nahe Dukou (Panzhihua) gesammelt worden waren, beschrieben die chinesischen Gärtner Lin Zhou und Si-Yuan Yang 1981 die Pflanze unter dem Taxon Cycas panzhihuaensis. In derselben Zeitschriftenausgabe erschien auch eine Beschreibung einer weiteren Art Cycas baguanheensis in der Gattung durch die chinesischen Botaniker Li Kuo Fu und Shu Zhi Cheng vom Institute of Botany in Peking, die auf Sammelexemplaren aus derselben Expedition von 1979, gesammelt von Yang und Wu in Baguan He nahe Panzhihua, basierte. Es wird mittlerweile angenommen, dass die unter Cycas baguanheensis beschriebenen Exemplare nur eine kümmerwüchsige Form der gleichen Art Cycas panzhihuaensis von einem unattraktiveren Standort darstellen.